# Chichicapa
Chichicapa es un pueblo situado en el Municipio de Comalcalco, en Tabasco, México. Tiene una población de 7.700 habitantes, se encuentra a 4 m s. n. m.

## Clima
Su clima es cálido y húmedo, la temperatura media anual es de 26 °C.

## Demografía
Según el Conteo de Población y Vivienda 2020, efectuado por el Instituto Nacional de Estadística y Geografía, la localidad de Chichicapa tiene 7,700 habitantes, de los cuales 3,739 son del sexo masculino y 3,961 del sexo femenino. Su tasa de fecundidad es de 2.24 hijos por mujer y tiene 2,104 viviendas particulares habitadas.

## Etimología
Chichicapa, del náhuatl significa "agua y tierra".

## Historia
En esta zona se hablaba la lengua Chontal, junto con sus localidades cercanas ( Cupilco y Tecolutilla).
En 1825, en Tabasco se realiza la división territorial, quedando Chichicapa en el departamento de la Chontalpa. En ese año, habitaban 2,196 almas (personas).
En noviembre de 1834. San isidro de Comalcalco es ascendido a pueblo y Chichicapa queda anexado a este.
Actualmente es una villa desde hace 15 años, decretado por el expresidente Pedro Jiménez León, conocido popularmente como Pedro pueblo, presidente legitimo en ese entonces. Chichicapa se fundó antes que el municipio de Comalcalco, en Chichicapa, habían comercios, el transporte que mayormente se usaba era a pie y a caballo. Los personajes más conocidos en Chichicapa y que a la vez se preocuparon por las tierras de sus habitantes, fueron Samuel Córdova Jiménez y Guadalupe Lázaro, hombres que lucharon y que hasta la actualidad existen calles con su nombre en honor a ellos. Entre la agricultura destacaban cultivo de cacao, café, pimienta, frijol, maíz entre otros.
Familias
Las familias más representativas de esta zona son: Jiménez, Lázaro, Naranjo, González, Arias, Javier, García, Córdova.
La Familia Naranjo, tiene como tronco familiar a Plutarco Naranjo Córdova, hijo de Marco Naranjo y Balbina Córdova. Los cuales tuvieron algunos hijos que hasta el momento están documentados como Máxima y Fermín Naranjo Córdova. Plutarco Naranjo tuvo 2 matrimonios registrados, el primero con Martimiana Arias; con los cuales tuvo a José Juan, Francisco, Uvalda, Rosendo, Natividad, María Ángela, José de los santos, Filomeno, Teresa y Marcos Naranjo Arias. El segundo matrimonio fue con Ángela Morales Córdova, hija de Félix Morales y Tomasa Córdova (originarios de Amatitan, Jalpa de Méndez y vecinos de Chichicapa). Sus hijos fueron Delfina, Isidra, Rigoberto, María de los Ángeles, Julio, Gerónimo y Romana Naranjo Morales.
Familia Córdova
Samuel Cordova Jiménez nació en 1896, en Chichicapa, Tabasco, México. como hijo de Aniceto Córdova y Josefa Jiménez. Tuvo por lo menos 11 hijos con Juana Cordova Javier
hijos: Joran, Aniceto, Walter, Saúl
hijas: Zoila, Aída,Neli, lilia, lola, Armenia, Argelia, olga Córdova Córdova
Samuel Córdova Murió el 11 de enero de 1968, en Chichicapa, Tabasco, México, a la edad de 72 años.

## Ubicación
Chichicapa se encuentra a 4.5 km de la cabecera municipal Comalcalco, y limita al norte con la localidad Independencia 3.ª Sección, al sur con la localidad de Oriente, al este con el Poblado de Cupilco, y al oeste con el poblado de Santo Domingo y con la cabecera municipal Comalcalco.

## Fiestas y tradiciones
En Chichicapa se festeja al santo patrono de la iglesia San Sebastián, esta empieza el día 11 de enero y culmina el 20 del mismo mes. El 19 de enero es la enrama, en el cual participa la comunidad católica y localidades cercanas, como lo son, Nicolás Bravo, Cupilco, Jesús Carranza, Independencia, Chivero, Santa Lucía, Cuxcuxapa entre otras. El evento se realiza en la feria y la gente puede disfrutar de un agradable ambiente, se hacen festivales en la tarima o kiosco del parque donde participan diferentes escuelas, así como la Casa de la Cultura de Chichicapa y la Casa de la Cultura de Comalcalco.

## Gastronomía
Dentro de sus comidas típicas, están el horneado de pollo, el mole, empanadas, tacos, panuchos y tamales. La bebida de la región y que se acompaña con diferentes tipos de dulces es el pozol.

## Religión
En Chichicapa existen las siguientes religiones: Católica, Presbiteriana, Pentecostes, Asambleas de Dios, testigos de Jehová, Iglesia de Dios en México, Apostólica y Adventista.

## Educación
Existen en la localidad cuatro primarias:
- Esc. Prim. Rosario María Gutiérrez Eskildsend

- Esc. Prim. Rur. Fed. Faustino Olan

- Esc. Prim. Rur. Fed. Benito Juárez

- Esc. Primaria Niños Héroes

Dos jardines de niños:
- Selfid Gil de la Rosa
- Jaime Nuno

Una telesecundaria:
- Esc. Telesec. Juan de la Barrera

Y un Bachillerato Tecnológico:
- Colegio de Estudios Científicos y Tecnológicos del Estado de Tabasco Plantel # 9 Chichicapa.